# Heringen/Helme
Heringen/Helme is een gemeente in de Duitse deelstaat Thüringen, en maakt deel uit van het Landkreis Nordhausen.
Heringen/Helme telt 4.727 inwoners.
Heringen/Helme is een landgemeente. Binnen Thüringen is dat een van de vormen waarop de bestuurlijke vernieuwing wordt ingevuld. De gemeente wordt gevormd door de stad Heringen/Helme en de dorpen Auleben, Hamma, Uthleben en Windehausen.

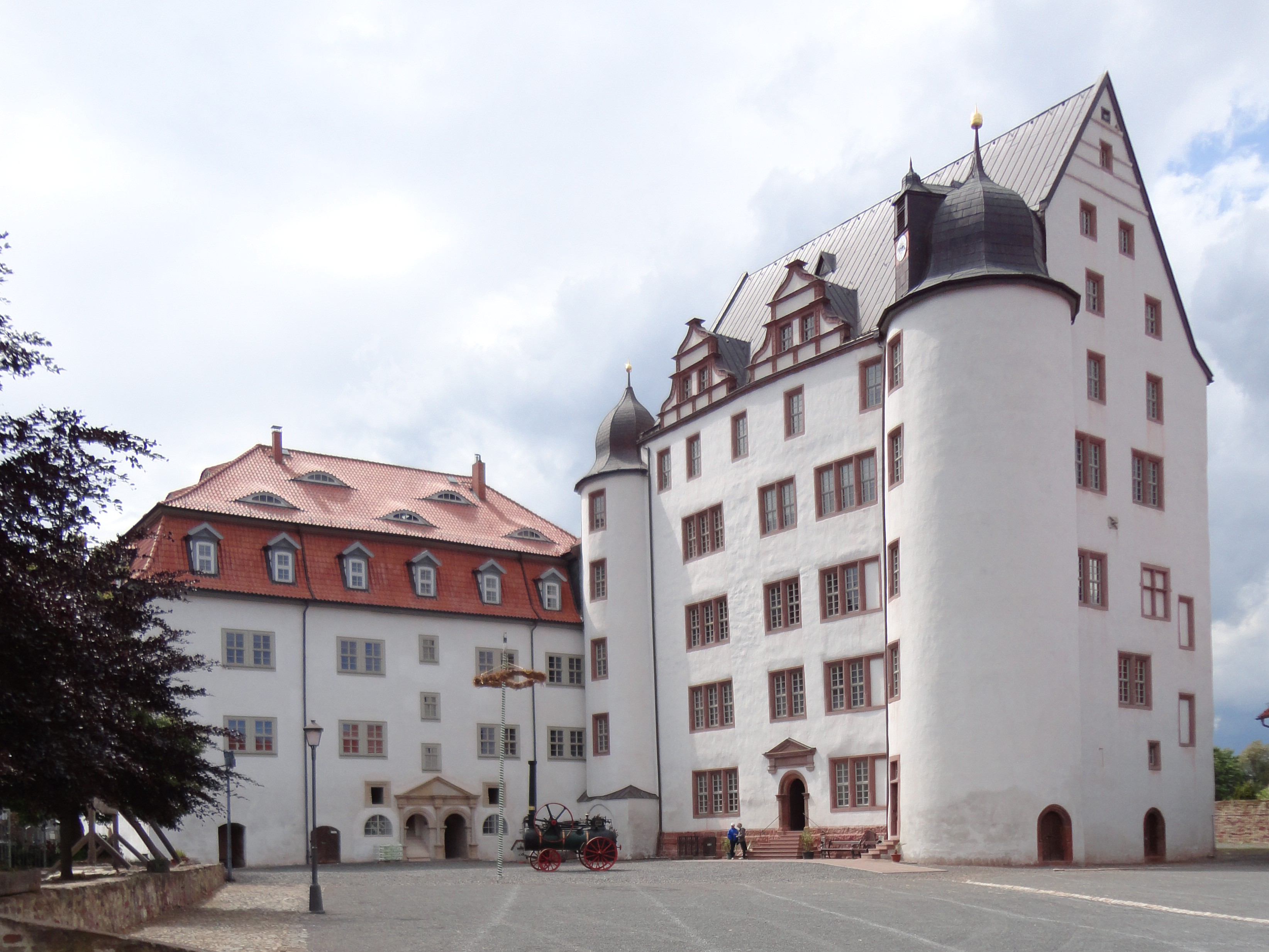
Schloss Heringen (2015)

Bleicherode · Ellrich · Etzelsrode · Friedrichsthal · Görsbach · Großlohra · Hainrode/Hainleite · Harztor · Heringen/Helme · Hohenstein · Kehmstedt · Kleinbodungen · Kleinfurra · Kraja · Lipprechterode · Niedergebra · Nohra · Nordhausen (stad) · Sollstedt · Urbach · Werther · Wipperdorf · Wolkramshausen